# Charles Frend
Charles Herbert Frend (Pulborough, 21 novembre 1909 – Londra, 8 gennaio 1977) è stato un regista e montatore britannico.

## Filmografia

### Regista
- The Big Blockade (1942)
- Audace avventura (The Foreman Went to France) (1942)
- Naufragio (San Demetrio London) (1943)
- The Return of the Vikings (1945)
- I figli del mare (Johnny Frenchman) (1945)
- The Loves of Joanna Godden (1947)
- La tragedia del capitano Scott (Scott of the Antarctic) (1948)
- A Run for Your Money (1949)
- Alba generosa (The Magnet) (1950)
- Mare crudele (The Cruel Sea) (1953)
- Lease of Life (1954)
- La lunga mano (The Long Arm) (1956)
- Il capitano soffre il mare (Barnacle Bill) (1957)
- La tragedia del Phoenix (Cone of Silence) (1960)
- Girl on Approval (1961)
- The Sky Bike (1967)

### Montatore
- Arms and the Man, regia di Cecil Lewis (1932)
- Vienna di Strauss (Waltzes from Vienna), regia di Alfred Hitchcock (1934)
- My Song for You, regia di Maurice Elvey (1934)
- Oh, Daddy!, regia di Graham Cutts e Austin Melford (1935)
- Car of Dreams, regia di Graham Cutts e Austin Melford (1935)
- Fighting Stock, regia di Tom Walls (1935)
- The Tunnel, regia di Maurice Elvey (1935)
- Amore e mistero (Secret Agent), regia di Alfred Hitchcock (1936)
- East Meets West, regia di Herbert Mason (1936)
- Sabotaggio (Sabotage), regia di Alfred Hitchcock (1936)
- La conquista dell'aria (Conquest of the Air) (1936)
- Uomini coraggiosi (The Great Barrier), regia di Geoffrey Barkas e Milton Rosmer (1937)
- Giovane e innocente (Young and Innocent), regia di Alfred Hitchcock (1937)
- Un americano a Oxford (A Yank at Oxford), regia di Jack Conway (1938)
- La cittadella (The Citadel), regia di King Vidor (1938)
- Addio, Mr. Chips! (Goodbye, Mr. Chips), regia di Sam Wood (1939)
- The Lion Has Wings, regia di Adrian Brunel, Brian Desmond Hurst e Michael Powell (1939)
- Il maggiore Barbara (Major Barbara), regia di Gabriel Pascal (1941)

## Riconoscimenti
- Oscar al miglior montaggio
  - 1940: candidato – Addio, Mr. Chips!